# Alsófarkadin község
Alsófarkadin község (románul: Comuna General Berthelot) község Hunyad megyében, Romániában. Központja Alsófarkadin, beosztott falvai Felsőfarkadin, Gauricsa, Kraguis, Tustya.

## Népessége
A 2011-es népszámlálás adatai alapján a község népessége 896 fő volt.